# Monomorium katir
Monomorium katir är en myrart som beskrevs av Bolton 1987. Monomorium katir ingår i släktet Monomorium och familjen myror. Inga underarter finns listade i Catalogue of Life.